# 볼세나호

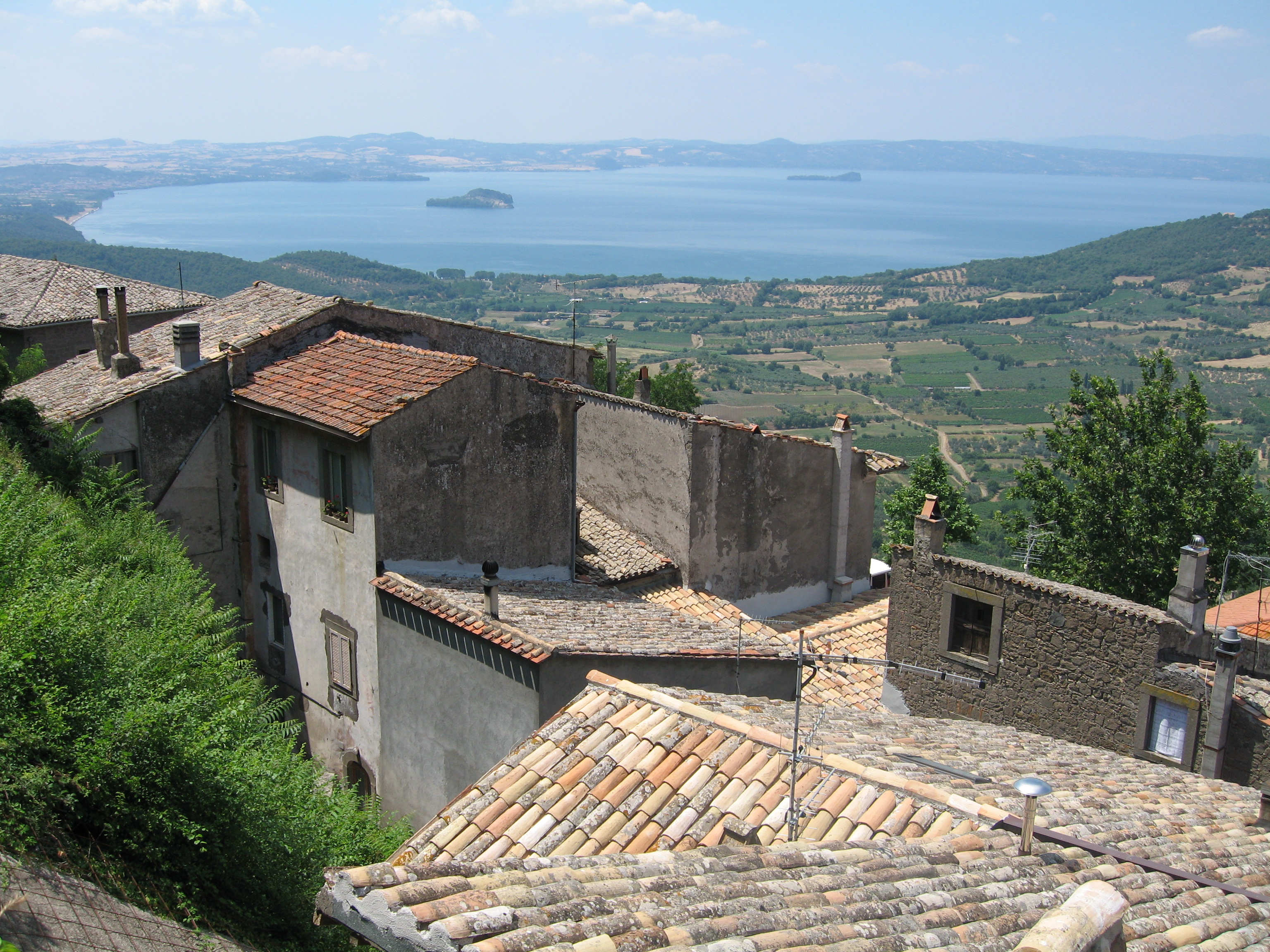
볼세나 호

볼세나 호(Lago di Bolsena)은 이탈리아 중부 라치오주 북부에 있는 칼데라 호이다.

## 지리
화산 활동으로 37만년 전에 형성되었다. 호수의 남쪽에 있는 2개의 섬은 칼데라의 초기 붕괴에 이은 물밑 폭발로 형성되었다. 호수의 모양은 칼데라 호수의 타원형이고 표면적 113.5km, 2호 수면의 고도 305m, 수심은 최대 151m, 평균 81m이다. 호수는 비테르보도에 위치하고 있다.

## 같이 보기
- 오르비에토